# 中南大楼
中南大楼，原为中南银行上海总行自建大楼，位于中华人民共和国上海市黄浦区汉口路110号。1999年，中南大楼成为上海市第三批优秀历史建筑。

## 历史
中南银行在筹建时购进汉口路地块，1917年动工，1921年7月5日正式开业。
1951年，中南银行并入公私合营银行，被充公成为国有资产，行号消失。1958年以后，中南大楼长期为上海市化工局使用。现其一层由天津银行上海分行租用。

## 建筑
大楼由英商马海洋行设计，五层钢筋混凝土结构，占地面积1148平方米，坐北朝南，左右对称，新古典主义风格。
大楼横向以檐口划分为三个层面，一层为基层，中轴线两侧略向内凹，两端略外凸，入口设在中轴线上，入口处设凸出的三开间托斯卡纳柱式双柱廊。大楼二层至四层为一个层面，中间以通三层的四根多立克柱作为大楼支撑，内开方形窗。
1998年将第五层拆除，重新加建三层，使之成为七层建筑。